# Cadetova tekočina
Cadetova kadeča se tekočina je bila zmes prvih sintetičnih organokovinskih spojin. Rdečo tekočino je leta 1760 pripravil francoski kemik Louis Claude Cadet de Gassicourt (1731-1799) z reakcijo kalijevega acetata z arzenovim trioksidom.
4 KCH3COO + As2O3 → As2(CH3)4 + 2 K2CO3 + 2 CO2 + 1/2 O2
Tekočina vsebuje zmes kakodila in kakodil oksida. Spojini sta bili prvi sintetski organokovinski spojini, zato  se Cadeta čisla kot očeta organokovinske kemije.